# Epilobium algidum
Epilobium algidum är en dunörtsväxtart som beskrevs av Friedrich August Marschall von Bieberstein. Epilobium algidum ingår i släktet dunörter, och familjen dunörtsväxter. Inga underarter finns listade i Catalogue of Life.